# Graciliraptor lujiatunensis
Graciliraptor lujiatunensis es la única especie conocida del género extinto  Graciliraptor   (“ladrón grácil”) de dinosaurio terópodo dromeosáurido, que vivió a principios del período Cretácico, hace aproximadamente 136 y 122 millones de años, en el Barremiense, en lo que es hoy Asia. El holotipo fue encontrado en la Formación Yixian, en Beipiao, provincia de Liaoning en China. Su descubrimiento parece afirmar la gran diversidad de los dromeosáuridos en el Cretácico inferior. Los fósiles consisten en parte del maxilar, los miembros superior e inferior casi completos, una vértebra parcial y algunos dientes.
Graciliraptor fue encontrado en las porciones bajas de la Formación Yixian, en rocas de similar edad que los dromeosáuridos tempranos como el Sinornithosaurus y el Microraptor. Es uno de los dromeosáuridos más antiguos nombrados y el que presenta los mejores restos, los más antiguos proviene del Jurásico medio pero son solo unos dientes sueltos.

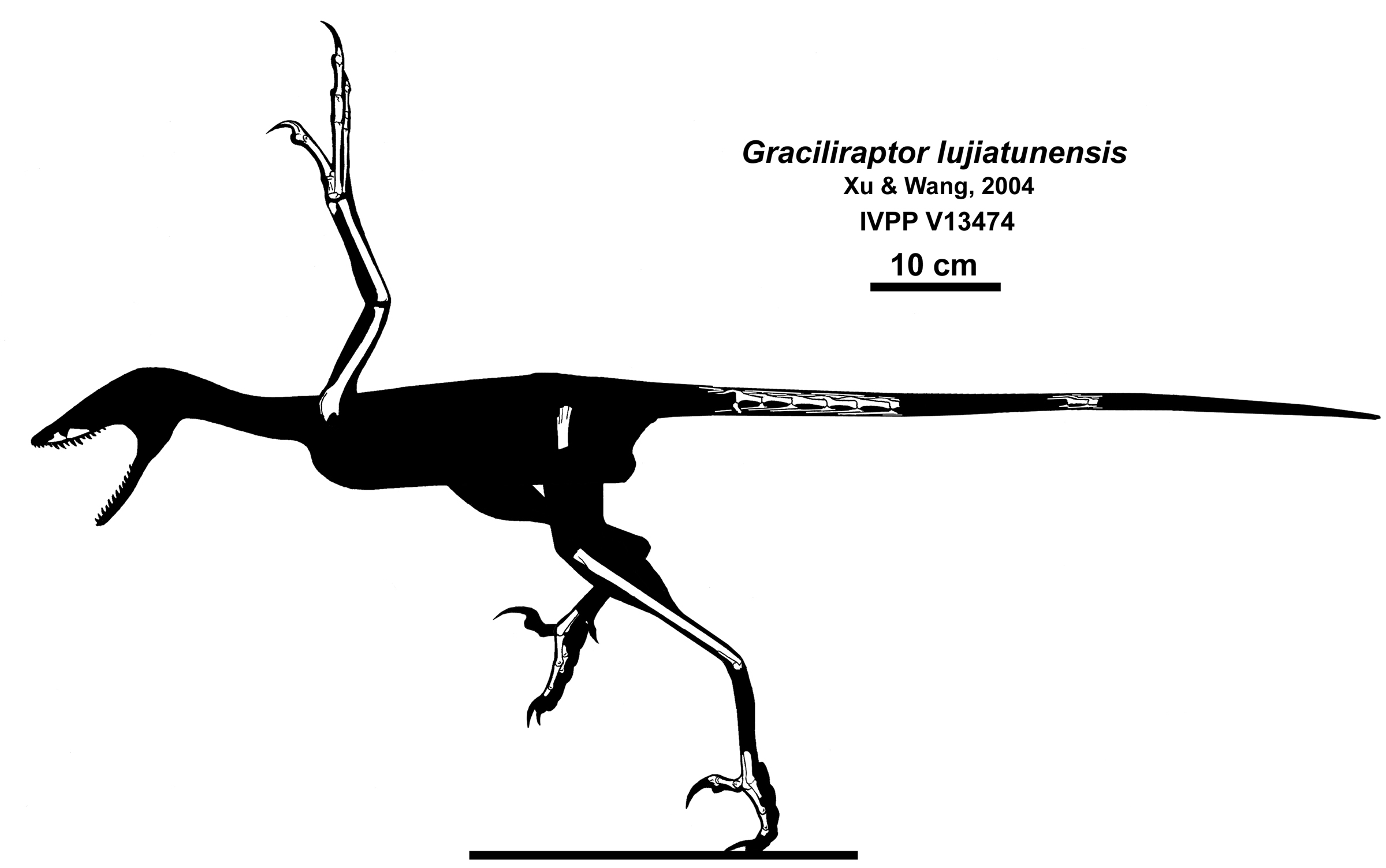
Recreación de los elementos conocidos del esqueleto.

El tipo y el único espécimen conocido comprendían parte del maxilar con algunos dientes, patas delanteras y traseras casi completas y diez vértebras parciales de la cola. Se estima que habrían tenido en vida unos 90 centímetros de largo. En 2010, Gregory S. Paul dio estimaciones más altas de un metro y 1,5 kilogramos. Graciliraptor es extremadamente liviano para un terópodo no aviar, con vértebras caudales medias muy alargadas y huesos de la parte inferior de la pierna. El fémur mide 13 centímetros de largo y la longitud total del cuerpo se estimó en un metro. Los procesos articulares posteriores de las vértebras de la cola, o postzygapófisis, están conectadas por una delgada vaina o lámina ósea, que se extiende hacia la parte posterior sobre un octavo del centro de la siguiente vértebra, lo que refuerza aún más la cola media, ya inmovilizada por los típicos prezigapófisis largos de dromeosáuridos. Presenta características que lo une con las aves basales, como las vértebras caudales alongadas, el carpal semilunar pequeño y contactando con el metacarpal II, con un dedo I muy corto. Por su posición filogenética es muy probable que estuviera cubierto de plumas.
Las características distintivas de Graciliraptor incluyen una estructura laminar que conecta s vértebras centro caudales , que son extremadamente largas y esbeltas, un hueso ungal I pequeño y el extremo distal del metacarpiano fuertemente expandido, el eje próximo del tibiotarso rectangular en la sección transversal, el condilo intermedio astragalar ampliado en la parte posterior en forma perceptible, metatarsal II mucho más ancho en distal que los otros metatarsales y  la falange del pie III-1 delgada. Es colocado dentro de los Microraptorinae, junto con Bambiraptor y Microraptor. Como un temprano dromeosáurido, Graciliraptor provee información sobre la diversificación y evolución del grupo. Muestra varias características similares a los primerostrodóntidos y Avialae, dando soporte al estrecho parentesco entre los dromeosáuridos, trodóntidos y las aves. Xu y Wang consideraron que Graciliraptor estaba estrechamente relacionado con Microraptor, un dromaeosáurido similar de la Formación Jiufotang , un poco más joven. Posteriormente se colocó en Microraptorinae.